# ۹۸۳ (خورشیدی)
۹۸۳ نهصد و هشتاد و سومین سال هجری خورشیدی است.

## رویدادها
- نبرد ارومیه: جنگی که بین سپاه ایران و عثمانی در زمان شاه عباس یکم رخ داد و منجر به پیروزی ایران شد.